# Демурино
Дему́рино (укр. Демурине) — посёлок, Демуринский поселковый совет, Межевский район, Днепропетровская область, Украина.
Является административным центром Демуринского поселкового совета, в который, кроме того, входят сёла Василевка и Владимировка.

## Географическое положение
Посёлок городского типа Демурино находится в 1,5 км от села Владимировка.
По селу протекает пересыхающий ручей с запрудой.

## История
- Железнодорожная станция Демурино построена в 1894 году.
- В 1922 году по решению Гавриловского сельского общества Покровского района возле станции были основаны хутора Демурино и Стасово, которые впоследствии объединились в одно село под названием Демурино.

Во время Великой Отечественной войны в 1941—1943 гг. селение находилось под немецкой оккупацией.
- 1957 год — присвоено статус посёлок городского типа.

В январе 1989 года численность населения составляла 1451 человек.
По состоянию на 1 января 2013 года численность населения составляла 1144 человека.

## Экономика
- Потребобщество «Демуринское».

## Объекты социальной сферы
- Школа.
- Детский сад.
- Больница.
- Дом культуры.

## Транспорт
Железнодорожная станция Демурино на линии Покровск—Чаплино Донецкой железной дороги.
Через посёлок проходит автомобильная дорога Т-0406.

## Достопримечательности
- Братская могила советских воинов.